# Barrett (Teksas)
Barrett – jednostka osadnicza w Stanach Zjednoczonych, w stanie Teksas, w hrabstwie Harris.